# Mahàmmad aix-Xaykh al-Àsghar
Mahàmmad aix-Xaykh al-Àsghar o Mahàmmad aix-Xaykh as-Saghir fou sultà sadita a Marràqueix del 1636 al 1655. La seva mare era de la península Ibèrica. El seu nom al-Saghir (o al-Ashgar) vol dir "el Jove"
Era fill de Zaydan ibn Àhmad i quan aquest va morir el setembre del 1627, es va revoltar contra el successor, que era el fill gran Abd al-Malik ibn Zaydan junt amb el seu germà Al-Walid ibn Zaydan, però els dos germans foren vençuts per Abd al-Malek i els seus béns confiscats.
Abd al-Malek fou assassinat en un complot de palau organitzat per al-Walid (1631) que va pujar al poder però va destinar el primer temps de govern a eliminar els seus rivals a la mateixa família i Muhammed al-Shaykh al-Saghir fou empresonat per temor que es revoltés contra ell. Quatre militars enfurismats per una humiliació el van matar el 21 de febrer de 1636. Muhammed al-Shaykh al-Saghir fou tret de la presó i proclamat sultà. Amic de la tranquil·litat va governar suaument i generalment ben considerat per tothom.
El seu exèrcit no fou afortunat. Derrotat pel santó de Tazerwalt, Sidi Ali, que ja dominava el Sus, Tafilalt i Taghaza, va perdre Agadir limitant el seu poder només a la província de Marràqueix. El 1638 va signar un tractat amb el rei Carles I d'Anglaterra pel qual els comerciants anglesos no podrien tenir negocis amb els enemics del sultà, tractat que no li va servir gairebé per res. La zawiya d'al-Dila havia esdevingut també una potència militar que no reconeixia la seva autoritat, i va enviar un delegat, Abu Abd Allah al-Mezuar al-Mrakochi, per intimar al xeic a tornar a l'obediència, però no ho va aconseguir i va enfrontar a les forces de Dila al Wadi l-Abid el 26 d'octubre de 1638 sent totalment derrotat.
Llavors va descartar tornar a combatre a la zawiya contra la que no podia fer res, i es va dedicar a conservar el poder a Marràqueix tot i que limitat només a la ciutat i rodalia.
La tribu dels Hechtuka, a la sortida de la ciutat, es va revoltar i periòdicament atacaven la ciutat; el sultà difícilment els podia contenir però finalment els va acabar derrotant i sotmetent. Després es va revoltar la tribu Chiadhema i el sultà els va atacar al Djebal al-Hadid però fou completament derrotat i es va haver de retirar cap a Marràqueix.
Durant el seu govern l'abundància de menjar va ser l'habitual però el 1650 hi va haver un any de pocs queviures i pujada dels preus.
Va morir el 30 de gener de 1655. (les fonts no es posen d'acord amb la data i altres avancen la mort a 1654). El va succeir el seu fill Mulay Ahmad al-Abbas